# 1-й Гончаровский переулок
Пе́рвый Гончаро́вский переулок — небольшая улица на севере Москвы в Бутырском районе Северо-Восточного административного округа, между улицами Руставели и Гончарова. Назван, также как и 2-й Гончаровский переулок, в 1958 году по соседней улице Гончарова. На переулке находится Гончаровский парк с прудом.